# 維斯比特湖
50°7′46″N 9°22′37″E / 50.12944°N 9.37694°E

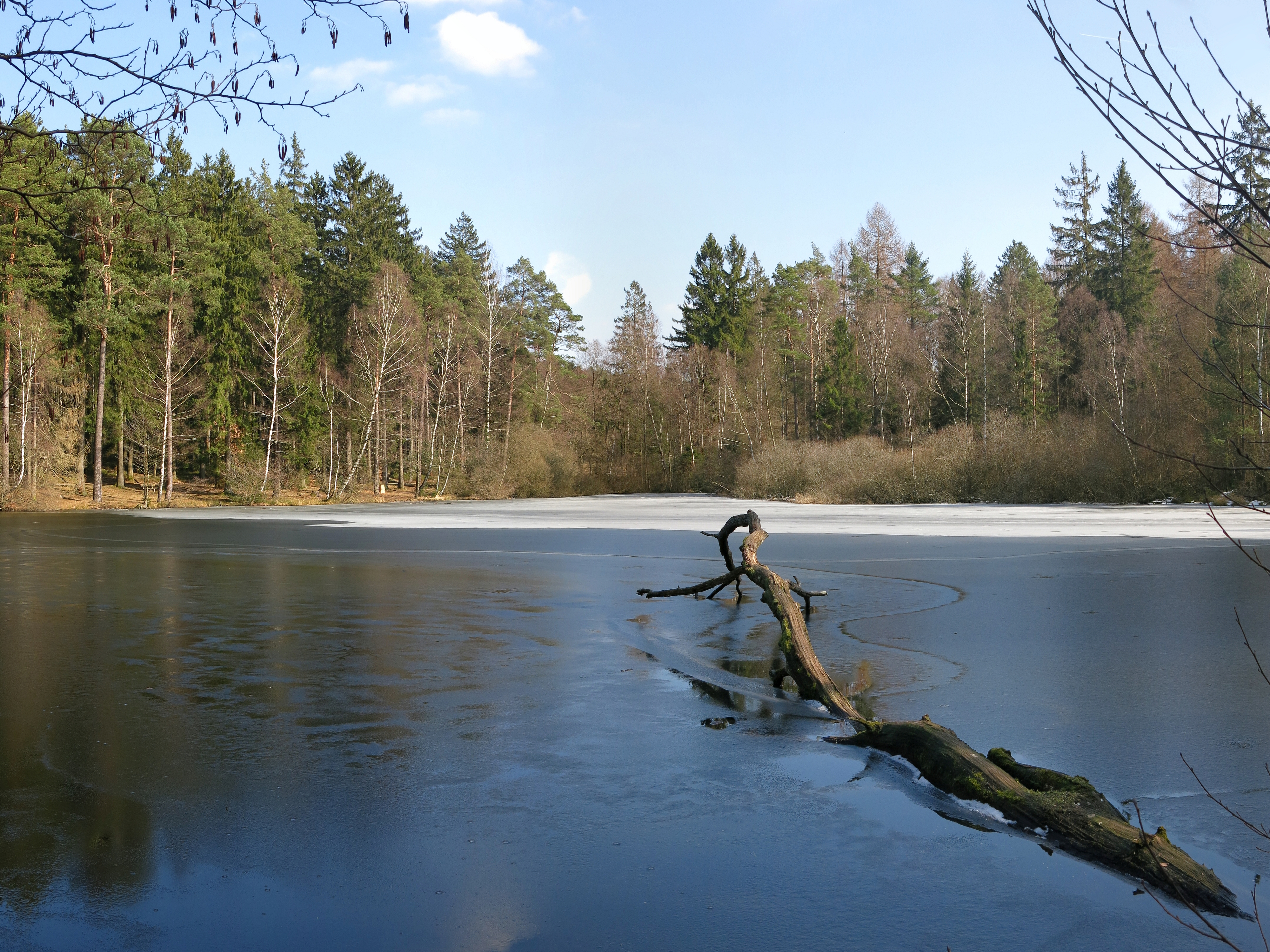

維斯比特湖（德語：Wiesbüttsee），是德國的湖泊，位於該國中部，由黑森州負責管轄，處於美因-金齊希縣，長0.13公里、寬0.12公里，該湖泊海拔高度436米，平均水深3米。